# Attracteur de Rössler

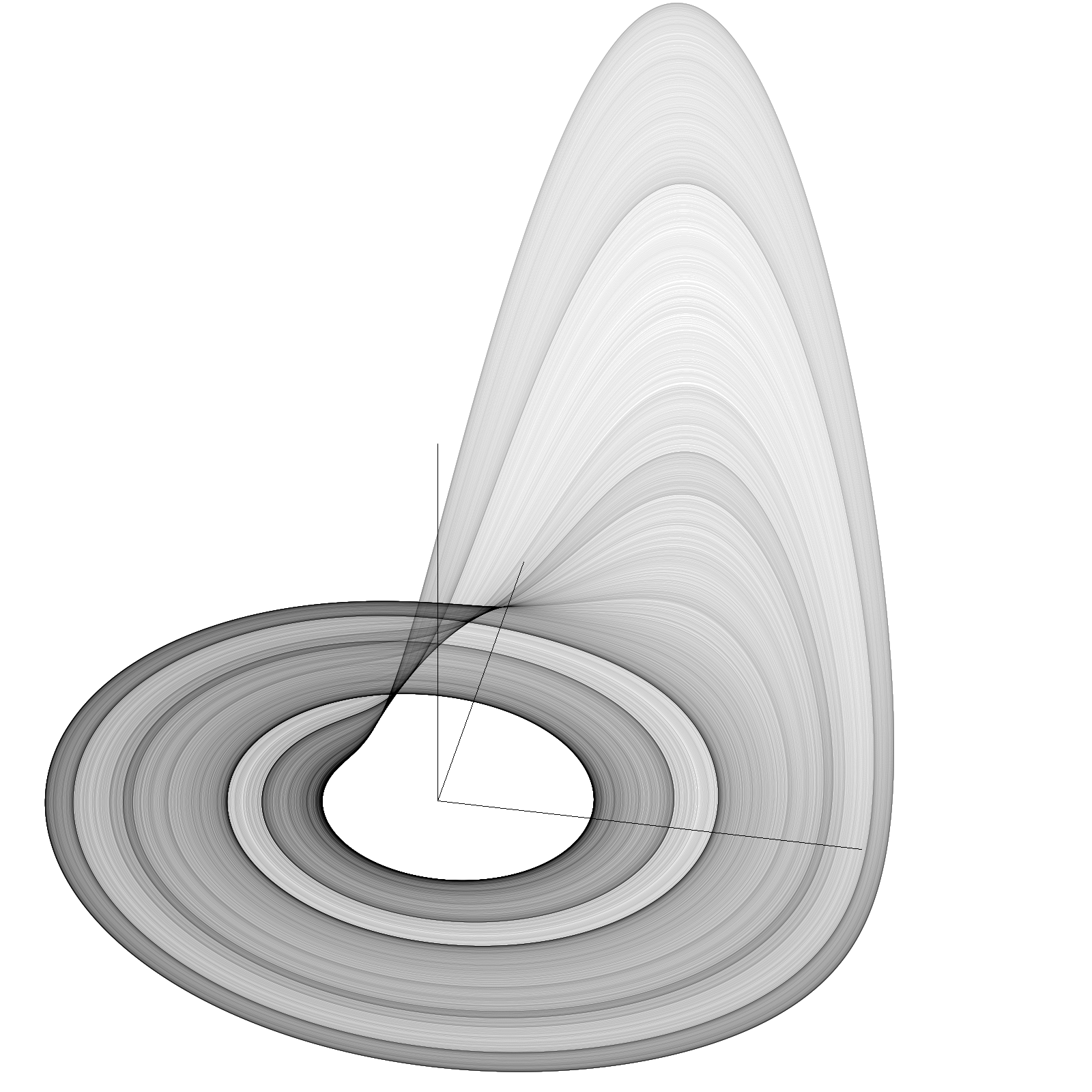
L'attracteur de Rössler

L'attracteur de Rössler est l'attracteur produit par un système dynamique constitué de trois équations différentielles ordinaires contenant un terme non linéaire introduit en 1976 par Otto E. Rössler. Pour certaines valeurs des paramètres, ces équations différentielles produisent un attracteur chaotique. C'est un exemple d'attracteur étrange (selon l'appellation de David Ruelle ) et qui présente des propriétés fractales.

## Historique
Otto Rössler a initialement obtenu un système dynamique produisant un attracteur chaotique à partir d'une réaction chimique théorique. En cherchant à simplifier le système initial sur son ordinateur analogique, il a fini par obtenir un système mathématiquement plus simple, n'ayant plus aucun lien avec une possible réaction chimique, mais produisant un attracteur ayant la même topologie. À l'invitation d'Art Winfree, Rössler cherchait un équivalent chimique du système de Lorenz. L'historique de la découverte de cet attracteur a été établi. L'attracteur de Rössler est plus simple à analyser que l'attracteur de Lorenz (doté d'une symétrie de rotation) car il ne présente aucune symétrie.

## Le système de Rössler
Les équations du système de Rössler sont
{\displaystyle {\dot {x}}(t)=-y(t)-z(t)}
{\displaystyle {\dot {y}}(t)=x(t)+ay(t)}
{\displaystyle {\dot {z}}(t)=b+z(t)(x(t)-c)}
où {\displaystyle x}, {\displaystyle y} et {\displaystyle z} sont les variables, définissant l'espace des états (ou l'espace des phases) et {\displaystyle a}, {\displaystyle b} et {\displaystyle c} sont les paramètres (maintenus constants lors d'une intégration). Rössler étudia l'attracteur pour a = 0,2, b = 0,2, et c = 5,7. Une étude complète de la nature (topologie) des solutions de ce système a été réalisée pour {\displaystyle a\in [0,126;0.556]}, {\displaystyle b=2} et {\displaystyle c=4}. Lorsque le paramètre {\displaystyle a} est augmenté, la solution du système devient chaotique après une cascade de doublements de période, c'est-à-dire une succession d'orbites périodiques dont les périodes sont {\displaystyle 2^{0}=1}, {\displaystyle 2^{1}=2}, {\displaystyle 2^{2}=4}, {\displaystyle 2^{3}=8}, ..., {\displaystyle 2^{\infty }}. Une fois la période infinie atteinte ({\displaystyle a\approx 0,386}), l'attracteur devient chaotique. Si la valeur de {\displaystyle a} est encore augmentée, l'attracteur chaotique se développe ; toutefois, pour certaines plages des valeurs de {\displaystyle a}, l'attracteur peut redevenir périodique : c'est une fenêtre périodique. 

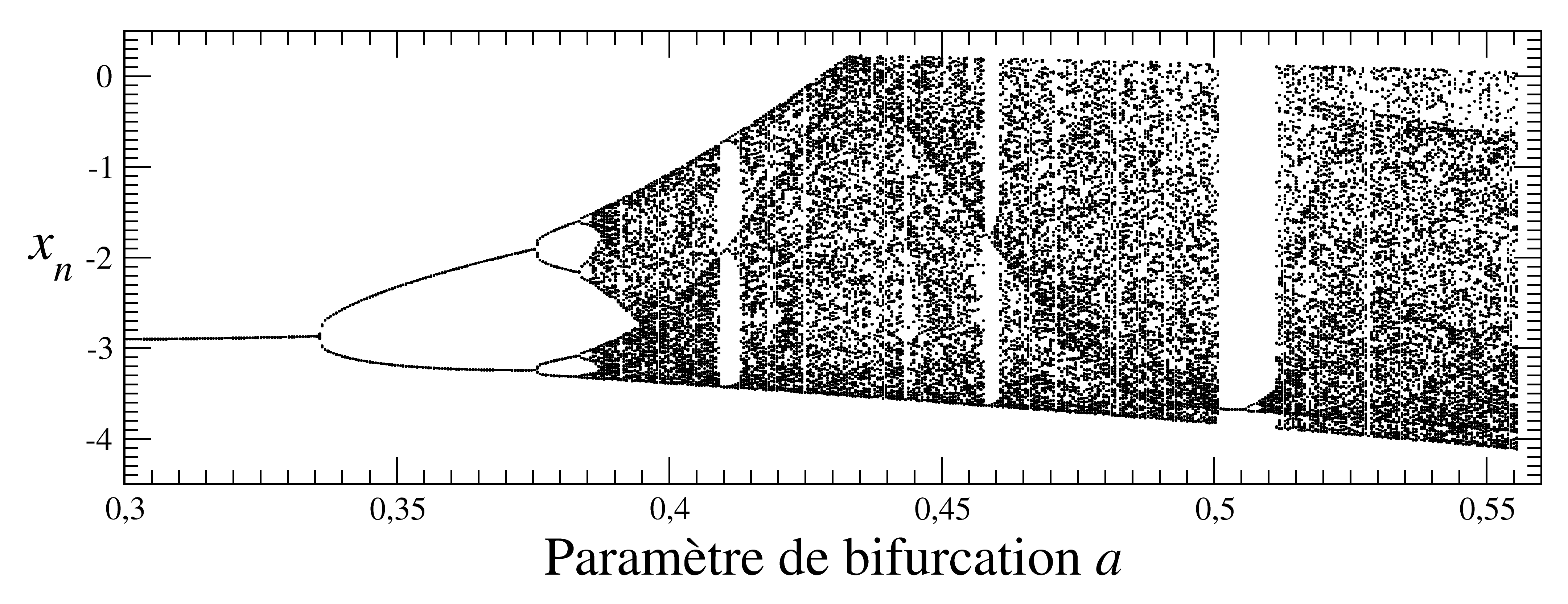
Diagramme de bifurcation du système de Rössler calculé pour et. Le diagramme commence par une cascade de doublements de période. Des fenêtres périodiques peuvent être observées pour certains intervalle du paramètre. Par exemple, il y a une fenêtre de période 3 pour.

Le système est aussi fréquemment utilisé pour les valeurs des paramètres a = 0,1, b = 0,1, et c = 14. Une étude complète en lien avec les orbites homoclines a été récemment réalisée.

## Propriétés
Certaines propriétés du système de Rössler sont déduites par des méthodes linéaires et des vecteurs propres, mais les caractéristiques principales de ce système requièrent des méthodes non linéaires comme les sections de Poincaré ou les diagrammes de bifurcations.
Une orbite dans l'attracteur suit une spirale proche du plan (x , y) autour d'un point fixe instable. S'éloignant progressivement de ce point fixe, un second point fixe provoque une élévation de cette orbite et une redescente vers le plan (x , y) proche du premier point fixe, réintégrant l'orbite dans la spirale. 
Bien que les valeurs des différentes variables soient bornées, il est apparent que ces oscillations sont chaotiques.
L'attracteur possède une structure fractale en mille-feuille, dont la dimension fractale a été estimée entre 2,01 et 2,02, donc très proche d'une surface plane.   

### Vue depuis le plan(x,y)
L'un des intérêts de l'attracteur de Rössler est le caractère linéaire de deux de ses équations. En imposant z = 0, on peut mener l'examen de sa projection dans le plan (x , y) :
{\displaystyle {\frac {\mathrm {d} x}{\mathrm {d} t}}(t)=-y(t)}
{\displaystyle {\frac {\mathrm {d} y}{\mathrm {d} t}}(t)=x(t)+ay(t)}

### Points fixes
Pour trouver les points fixes, les trois équations de Rössler sont posées égales à zéro. Le système est alors résolu et donne le résultat :
{\displaystyle x={\frac {c\pm {\sqrt {c^{2}-4ab}}}{2}}}
{\displaystyle y=-\left({\frac {c\pm {\sqrt {c^{2}-4ab}}}{2a}}\right)}
{\displaystyle z={\frac {c\pm {\sqrt {c^{2}-4ab}}}{2a}}}
Ce qui, maintenant, peut être utilisé pour présenter les points fixes pour des valeurs données de paramètres :
{\displaystyle \left({\frac {c+{\sqrt {c^{2}-4ab}}}{2}},{\frac {-c-{\sqrt {c^{2}-4ab}}}{2a}},{\frac {c+{\sqrt {c^{2}-4ab}}}{2a}}\right)}
{\displaystyle \left({\frac {c-{\sqrt {c^{2}-4ab}}}{2}},{\frac {-c+{\sqrt {c^{2}-4ab}}}{2a}},{\frac {c-{\sqrt {c^{2}-4ab}}}{2a}}\right)}
Comme cité plus haut, l'un des points, instable, est situé au centre de la spirale et l'autre se situe hors de l'attracteur.

### Régimes périodiques et chaotiques
Posant a = 0,1 et b = 0,1 et en faisant varier le paramètre c, le système passe successivement par divers régimes périodiques ou chaotiques[pas clair] (rem: période {\displaystyle T} signifie que il y a une orbite périodique ou cycle limite qui fait {\displaystyle T} tours dans le plan {\displaystyle x,y} avant de se refermer):
- c = 4 ⇒ période 1
- c = 6 ⇒ période 2
- c = 8,5 ⇒ période 4
- c = 9 ⇒ chaotique
- c = 12 ⇒ période 3
- c = 12,6 ⇒ période 6
- c = 13 ⇒ chaotique
- c = 18 ⇒ chaotique